# Psilopilum gymnostomulum
Psilopilum gymnostomulum är en bladmossart som beskrevs av Jean Édouard Gabriel Narcisse Paris 1898. Psilopilum gymnostomulum ingår i släktet järvmossor, och familjen Polytrichaceae. Inga underarter finns listade i Catalogue of Life.